# Vicente Casanova y Marzol
Vicente Casanova y Marzol (16 de abril de 1854 - 23 de outubro de 1930) foi um cardeal espanhol da Igreja Católica Romana que serviu como arcebispo de Granada de 1921 até sua morte, e foi elevado ao cardinalato em 1925.

## Biografia
Vicente Casanova y Marzol nasceu em Borja e estudou nos seminários de Zaragoza e Madrid . Ele foi ordenado ao sacerdócio em 1881, e obteve seu mestrado em teologia em Valencia em 1882. Ele então serviu como pastor em Maluenda , Alfaro , e por muitos anos na paróquia de Nossa Senhora do Bom Conselho, em Madrid.
Em 19 de dezembro de 1907, Casanova foi nomeado bispo de Almería por Papa Pio X . Ele recebeu sua consagração episcopal em 25 de março de 1908 do Arcebispo Antonio Vico , com os Bispos José Salvador y Barrera e Julián de Diego e García Alcolea servindo como co-consagradores . Casanova foi posteriormente nomeado Arcebispo de Granada em 7 de março de 1921.
O Papa Pio XI criou-o Cardeal Sacerdote de Ss. Vitale, Valeria, Gervasio e Protasio no consistório de 30 de março de 1925. Ele estava entre os clérigos que abençoaram o rei Alfonso XIII durante uma cerimônia de comemoração do vigésimo quinto aniversário de sua investidura como rei da Espanha . 
O Cardeal morreu em Zaragoza, aos 76 anos, enquanto freqüentava o terceiro Congresso Nacional de Catequese. Ele está enterrado na catedral metropolitana de Granada .

## Link Externo
- Cardinals of the Holy Roman Church
- Catholic-Hierarchy [self-published]